# Barranco del Draguillo
El barranco del Draguillo es un barranco de la isla de Gran Canaria (Canarias, España). Se halla entre los municipios de Ingenio y Telde. En 2003 fue declarado monumento natural y área de sensibilidad ecológica por el Gobierno de Canarias.

## Descripción
El barranco del Draguillo ocupa una pequeña parte en las medianías de la zona oriental de Gran Canaria. Nace en las estribaciones de la caldera de los Marteles y acaba siendo tributario del barranco de Aguatona. Discurre de O-E a lo largo de 10 km, desembocando en la playa de Ojos de Garza. Ocupa un área de 234,5 ha entre los municipios de Telde e Ingenio con categoría de monumento natural.
Constituye una unidad geomorfológica bien definida, con conos volcánicos alineados, paredes escarpadas y procesos erosivos evidentes que han ido encajonando el barranco con el paso del tiempo. En sus laderas se refugian muestras de ecosistemas naturales y flora autóctona, con abundantes endemismos canarios y macaronésicos. 
También es destacable la gran cantidad de yacimientos arqueológicos de los antiguos canarios, con numerosos asentamientos de cuevas naturales y artificiales (estas últimas con uso general de "graneros-fortificados") con grabados, silos, cuevas-vivienda, cuevas funerarias y restos de paredones.
Es parte de la Red Canaria de Espacios Naturales Protegidos.

## Geología
Es un espacio constituido por conos volcánicos, paredes escarpadas y procesos erosivos que han ido encajando el barranco con el paso del tiempo.
La mayor parte del relieve pertenece a rocas del Ciclo Post Roque Nublo, estando los centros de emisión enterrados por lavas de volcanes situados a mayor altura, mostrándose en las laderas del barranco edificios interestratificados en apilamientos tabulares de coladas de sucesivas emisiones. En el tramo superior del Ciclo Post Roque Nublo, destacamos el edificio de El Gamonal, en el margen norte del barranco, de forma circular en planta y cráter en forma de herradura situado a 104 metros de la base. Otro edificio es la Montaña de Juan Tello, con forma casi circular y careciendo de cráter por la fuerte erosión y alto grado de encalichamiento.
Del Ciclo Reciente destacar el edificio del Barranco del Draguillo, con apenas 20 metros de altura situado al fondo del barranco y altamente erosionado, siendo la erupción más reciente acaecida en el Este de la isla (11.000 BP). Por último destacar los materiales sedimentarios como los depósitos aluviales aterrazados y los de barranco.

## Flora
La vegetación potencial corresponde casi exclusivamente al dominio del bosque termófilo, salvo en sus cotas más bajas que corresponde al piso basal, componiendose de tabaiba dulce (Euphorbia balsamifera), cardón (E. canariensis), acebuche (Olea cerasiformis) y vegetación de barranco como el balo (Plocama pendula), tarajal (Tamarix canariensis) y palmera canaria (Phoenix canariensis), aunque ya muy reducida por la presión antrópica. Destacando además especies rupícolas como el endemismo grancanario saladillo de risco (Camptoloma canariensis).
La vegetación actual está formada en su mayor parte por matorral de sustitución dominado por tabaiba amarga (Euphorbia regis-jubae) vinagrera (Rumex lunaria), incienso canario (Artemisia thuscula), retama amarilla (Teline microphylla), salvia (Salvia canariensis). En las zonas más bajas aparecen cardonales y tabaibales dulces en buen estado de conservación, aunque siendo poblaciones reducidas. Otras especies destacadas son la jarilla turmera (Helianthemum canariense) y el raro romero marino de flor blanca (Campylanthus salsoloides leucantha).
Aparte del acebuche como representante aislado del bosque termófilo junto a la palmera canaria en la cabecera del barranco, encontramos ejemplares testimoniales de lentiscos (Pistacia lentiscus) y árboles frutales introducidos como el almendrero (Prunus dulcis) y otras especies asociadas a este piso de vegetación como el guaydil (Convolvulus floridus), la retama blanca (Retama rhodorhizoides), varias esparragueras (Asparagus arborescens, A. pastorianus, y A. plocamoides), entre otras.
La vegetación hidrofítica se reduce a poblaciones de balos, juncos mansos (Scirpus holoschoenus ssp. globiferus) y ejemplares testimoniales del sauce canario (Salix canariensis), con una gran variedad de rupícolas como el la hierba puntera (Aeonium manriqueorum), el balillo aspispillo (Atalanthus pinnatus), el paniqueso (Lobularia canariensis), la cruzadilla (Hypericum reflexum), entre muchas otras.
Especies invasoras destacadas son la tunera común (Opuntia maxima), la tunera india (O. dilenii) y la pita (Agave americana), introducidas para su consumo alimenticio y textil.

## Fauna
Los vertebrados están representados por los reptiles lagarto gigante de Gran Canaria (Gallotia stehlini), la lisa rayada grancanaria (Chalcides sexlineatus) y el perinquén de Boettger (Tarentola boettgeri), además de la rana común (Pelophylax perezii) como único anfibio.
La avifauna, la mejor representada con especies como las rapaces cernícalo canario (Falco tinnunculus canariensis) y busardo ratonero (Buteo buteo insularum). Otras aves son las perdices (Alectoris rufa), la lechuza (Tyto alba), y en las medianías con canarios de monte (Serinus canaria), capirotes (Sylvia atricapilla heineken), la curruca tomillera (S. conspicillata orbitalis), el pardillo común (Carduelis cannabina meadewaldoi), el gorrión moruno (Passer hispaniolensis) o el mirlo canario (Turdus merula cabrerae), entre otras.
De los invertebrados destacamos los insectos: tisamuros como la lepisma endémica canaria (Neoasterolepisma inexpectata); ortópteros con los endemismos saltamontes aliazul canario (Oedipoda canariensis) y la arminda de Burr (Arminda burri) y el exclusivo grancanario, el cigarrón palo de Gran Canaria (Acrostira tamarani).
De los coleópteros destacamos las especies endémicas grancanarias como el cucalán cabezón (Nesacinopus fortunatus), el gorgojo gandul grancanario (Herpisticus subvestitus), Hegeter impressus, y Pimelia sparsa serrimargo. Los himenópteros destacan por el endemismo grancanario Ancistrocercus haematodes rubropticus. Y los dípteros con el singue de Gran Canaria (Promachus latitarsatus) y la moscabeja de Gran Canaria (Exhyalanthrax canarionae), exclusivas de la isla.

## Enlaces mec
- Gobierno de Canarias
- Red Canaria de Espacios Naturales Protegidos de Gran Canaria

- Datos: Q8242679